# Салман Алізаде
Салман Алізаде (азерб. Salman Əlizadə; 1 грудня 1993, Баку) — азербайджанський боксер, чемпіон Європи серед аматорів.

## Аматорська кар'єра
2010 року Салман Алізаде став чемпіоном світу серед молоді. У фіналі він переміг Раяна Барнета (Ірландія).
Того ж року на юнацьких Олімпійських іграх завоював срібну медаль, програвши у фіналі Раяну Барнету.
На чемпіонаті Європи 2011 у віці 17 років 7 місяців завоював золоту медаль, ставши першим в історії Азербайджану чемпіоном Європи з боксу і одним з наймолодших чемпіонів в історії чемпіонатів Європи з боксу.
- В 1/8 фіналу переміг Дениса Козарука (Україна) — 24-9
- У чвертьфіналі переміг Жеремі Бекку (Франція) — 26-19
- У півфіналі переміг Чарлі Едвардса (Англія) — 24-14
- У фіналі переміг Белика Галанова (Росія) — 16-14

На чемпіонаті світу 2011 здобув одну перемогу, а у другому поєдинку програв Каео Понгпраюн (Таїланд) і не потрапив на Олімпійські ігри 2012.
На чемпіонаті Європи 2013 здобув дві перемоги, а у півфіналі програв ірландцю Педді Барнсу — 0-3, отримавши бронзову медаль.
На чемпіонаті світу 2013 програв у другому бою.
На Європейських іграх 2015 у Баку програв у першому бою і більше не брав участі у великих міжнародних змаганнях.